# 加布丽埃莱·芬里希
加布丽埃莱·芬里希（德語：Gabriele Fähnrich，1968年4月8日—），德国女子竞技体操运动员。她曾代表东德参加1988年夏季奥林匹克运动会体操比赛，获得女子团体全能铜牌。